# فيليبي غارسيا (لاعب كرة قدم مواليد 1990)
فيليبي غارسيا (بالبرتغالية: Felipe Garcia Gonçalves‏) (6 نوفمبر 1990 في بورتو أليغري في البرازيل – )؛ هو لاعب كرة قدم كان يلعب كلاعب وسط.

## وصلات خارجية
- فيليبي غارسيا (1990) على موقع رابطة كرة القدم اليابانية للمحترفين (اليابانية)
- فيليبي غارسيا (1990) على موقع قاعدة بيانات كرة القدم.إي يو (الإنجليزية)
- فيليبي غارسيا (1990) على موقع Soccerway.com (الإنجليزية)
- فيليبي غارسيا (1990) على موقع عالم كرة القدم.نت (الإنجليزية)